# Gran Premio di Svizzera 1939
Il Gran Premio di Svizzera e d'Europa 1939 è stato un Gran Premio di automobilismo, quarta Grande prova della stagione e valido per il Campionato europeo.

## Vigilia
Per incentivare la presenza di Maserati e Alfa Romeo, ormai dedite alla costruzione quasi esclusiva di voiturette, il Premio di Berna, competizione riservata a tale categoria e solitamente solo gara di contorno di quella principale, divenne invece valido come prova di qualificazione per il Gran Premio; le prime sei vetture classificate avrebbero affiancato le Formula Grand Prix, schierate secondo l'ordine di arrivo di una gara di qualificazione.

## Qualifiche

### Premio di Berna
Il Premio di Berna 1939 è stato una gara di Formula 2, valida come prova di qualificazione al Gran Premio di Svizzera 1939. Risultati finali della gara.
| Pos | Nr | Pilota             | Scuderia                     | Vettura        | Giri | Tempo/Ritiro |
| --- | -- | ------------------ | ---------------------------- | -------------- | ---- | ------------ |
| 1   | 64 | Nino Farina        | Alfa Corse                   | Alfa Romeo 158 | 20   | 56'28"0      |
| 2   | 66 | Clemente Biondetti | Alfa Corse                   | Alfa Romeo 158 | 20   | 57'05"0      |
| 3   | 54 | John Wakefield     | Privato                      | Maserati 4CL   | 20   | 57'36"9      |
| 4   | 60 | Giovanni Rocco     |                              | Maserati 4CL   | 20   | 58'14"9      |
| 5   | 40 | Paul Pietsch       |                              | Maserati 4CL   | 19   | 58'05"9      |
| 6   | 48 | Robert Ansell      | Privato                      | Era Tipo B     | 19   | 59'21"5      |
| 7   | 44 | Leonhard Joa       | Süddeutsche Renngemeinschaft | Maserati 4CM   | 18   | 58'05"9      |
| 8   | 50 | Allen Pollock      | Privato                      | ERA Tipo A     | 17   | 54'01"7      |
| Rit | 56 | Guido Barbieri     | Privato                      | Maserati 6CM   | 3    | Meccanica    |
| Rit | 46 | Marc Horvilleur    | Privato                      | Maserati 4CM   | 0    | Meccanica    |

Note
Pole position:  Nino Farina (2'45"2)
Giro veloce:  Nino Farina (2'46"5).
I primi sei piloti sono qualificati per il Gran Premio.

### Gara Formula Grand Prix
Risultati finali della gara di qualificazione riservata alle Formula Grand Prix, disputata su venti giri.
| Pos | Nr | Pilota                  | Scuderia                    | Vettura            | Giri | Tempo/Ritiro |
| --- | -- | ----------------------- | --------------------------- | ------------------ | ---- | ------------ |
| 1   | 16 | Hermann Lang            | Mercedes-Benz               | Mercedes-Benz W154 | 20   | 53'40"0      |
| 2   | 14 | Rudolf Caracciola       | Daimler-Benz                | Mercedes-Benz W154 | 20   | 53'44"8      |
| 3   | 10 | Manfred von Brauchitsch | Daimler-Benz                | Mercedes-Benz W154 | 20   | 54'10"7      |
| 4   | 6  | Tazio Nuvolari          | Auto Union                  | Auto Union Type D  | 20   | 54'20"5      |
| 5   | 12 | Hans Hugo Hartmann      | Daimler-Benz                | Mercedes-Benz W154 | 20   | 55'33"1      |
| 6   | 8  | Hans Stuck              | Auto Union                  | Auto Union Type D  | 19   | 54'04"7      |
| 7   | 4  | Hermann Paul Müller     | Auto Union                  | Auto Union Type D  | 19   | 54'32"7      |
| 8   | 2  | Rudolf Hasse            | Auto Union                  | Auto Union Type D  | 19   | 54'34"7      |
| 9   | 28 | René Dreyfus            | Ecurie Lucy O'Rilley Schell | Maserati 8CTF      | 19   | 56'28"2      |
| 10  | 32 | Kenneth Evans           | Privato                     | Alfa Romeo P3      | 18   | 55'10"7      |
| 11  | 72 | Emmanuel de Graffenried | Privato                     | Maserati 6C 34     | 18   | 56'43"1      |
| 12  | 18 | Robert Mazaud           | Privato                     | Delahaye 135 S     | 17   | 56'39"3      |
| Rit | 24 | Max Christen            | Privato                     | Maserati Tipo 26 B | 6    | Meccanica    |

Note
Pole position:  Hermann Lang (2'33"3).
Giro veloce:  Rudolf Caracciola (2'36"0).
I primi undici piloti sono classificati per il Gran Premio.

## Gara

### Griglia di partenza
Posizionamento dei piloti alla partenza della gara.
| Prima fila   | 3 Pos.                                |                                  | 2 Pos.                           |                                | 1 Pos.                     |
| ------------ | ------------------------------------- | -------------------------------- | -------------------------------- | ------------------------------ | -------------------------- |
|              | Manfred von Brauchitsch Mercedes-Benz |                                  | Rudolf Caracciola Mercedes-Benz  |                                | Hermann Lang Mercedes-Benz |
| Seconda fila |                                       | 5 Pos.                           |                                  | 4 Pos.                         |                            |
|              |                                       | Hans Hugo Hartmann Mercedes-Benz |                                  | Tazio Nuvolari Auto Union      |                            |
| Terza fila   | 8 Pos.                                |                                  | 7 Pos.                           |                                | 6 Pos.                     |
|              | Clemente Biondetti Alfa Romeo         |                                  | Hans Stuck Auto Union            |                                | Nino Farina Alfa Romeo     |
| Quarta fila  |                                       | 10 Pos.                          |                                  | 9 Pos.                         |                            |
|              |                                       | Rudolf Hasse Auto Union          |                                  | Hermann Paul Müller Auto Union |                            |
| Quinta fila  | 13 Pos.                               |                                  | 12 Pos.                          |                                | 11 Pos.                    |
|              | René Dreyfus Maserati                 |                                  | Giovanni Rocco Maserati          |                                | John Wakefield Maserati    |
| Sesta fila   |                                       | 15 Pos.                          |                                  | 14 Pos.                        |                            |
|              |                                       | Robert Ansell Maserati           |                                  | Paul Pietsch Maserati          |                            |
| Settima fila | 18 Pos.                               |                                  | 17 Pos.                          |                                | 16 Pos.                    |
|              |                                       |                                  | Emmanuel de Graffenried Maserati |                                | Kenneth Evans Alfa Romeo   |

Note
In giallo sono evidenziate i piloti di voiturette.

### Risultati
Risultati finali della gara.
| Pos | Nr | Pilota                  | Scuderia                    | Vettura            | Giri | Tempo/Ritiro |
| --- | -- | ----------------------- | --------------------------- | ------------------ | ---- | ------------ |
| 1   | 16 | Hermann Lang            | Mercedes-Benz               | Mercedes-Benz W154 | 30   | 1h24'47"6    |
| 2   | 14 | Rudolf Caracciola       | Daimler-Benz                | Mercedes-Benz W154 | 30   | 1h24'50"7    |
| 3   | 10 | Manfred von Brauchitsch | Daimler-Benz                | Mercedes-Benz W154 | 30   | 1h25'57"5    |
| 4   | 4  | Hermann Paul Müller     | Auto Union                  | Auto Union Type D  | 30   | 1h27'01"3    |
| 5   | 6  | Tazio Nuvolari          | Auto Union                  | Auto Union Type D  | 30   | 1h27'08"6    |
| 6   | 12 | Hans Hugo Hartmann      | Daimler-Benz                | Mercedes-Benz W154 | 29   | 1h25'00"0    |
| 7   | 64 | Nino Farina             | Alfa Corse                  | Alfa Romeo 158     | 29   | 1h26'01"6    |
| 8   | 28 | René Dreyfus            | Ecurie Lucy O'Rilley Schell | Maserati 8CTF      | 28   | 1h25'13"7    |
| 9   | 66 | Clemente Biondetti      | Alfa Corse                  | Alfa Romeo 158     | 28   | 1h25'40"6    |
| 10  | 8  | Hans Stuck              | Auto Union                  | Auto Union Type D  | 28   | 1h25'44"6    |
| 11  | 32 | Kenneth Evans           | Privato                     | Alfa Romeo P3      | 27   | 1h27m'38"6   |
| 12  | 54 | John Wakefield          | Privato                     | Maserati 4CL       | 26   | 1h26'02"2    |
| 13  | 48 | Robert Ansell           | Privato                     | Era Tipo B         | 25   | 1h25'23"6    |
| Rit | 72 | Emmanuel de Graffenried | Privato                     | Maserati 6C 34     | 26   | 1h26'02"2    |
| Rit | 2  | Rudolf Hasse            | Auto Union                  | Auto Union Type D  |      |              |
| Rit | 40 | Paul Pietsch            |                             | Maserati 4CL       | 7    |              |
| Rit | 60 | Giovanni Rocco          |                             | Maserati 4CL       | 3    |              |

Note
Giro veloce:  Hermann Lang (2'38"4).
In giallo sono evidenziate i piloti di voiturette.